# Adamivka, Haisîn
Adamivka (în ucraineană Адамівка) este un sat în comuna Huncea din raionul Haisîn, regiunea Vinnița, Ucraina.

## Demografie
Componența lingvistică a localității Adamivka
     Ucraineană (99%)
     Alte limbi (1%)
Conform recensământului din 2001, majoritatea populației localității Adamivka era vorbitoare de ucraineană (99%), existând în minoritate și vorbitori de alte limbi.